# Рязанське повітрянодесантне командне училище
Рязанське вище повітрянодесантне командне училище (військовий інститут) імені генерала Василя Маргелова (рос. Рязанское высшее воздушно-десантное училище) —  військовий навчальний заклад у Росії, що єдиний спеціалізується на підготовці офіцерів для повітрянодесантних військ.
Інститут носить ім'я Василя Маргелова — генерала армії СРСР, одного з видатних діячів повітрянодесантних військ СРСР.

## Історія
Рязанське військове училище утворене 13 листопада 1918 на базі перших радянських Рязанських піхотних курсів. У листопаді 1921 року Рязанська піхотна школа за мужність і відвагу особового складу нагороджується Революційним Червоним Прапором ВЦВК.
12 листопада 1943 Рязанське піхотне училище в ознаменування 25-ї річниці з дня утворення за бойові заслуги перед Батьківщиною і видатні успіхи в підготовці офіцерських кадрів Указом Президії Верховної Ради СРСР було нагороджено орденом Червоного Прапора.
22 лютого 1968 року у зв'язку з 50-річчям Збройних Сил СРСР училище за великі заслуги в підготовці офіцерських кадрів повторно нагороджується орденом Червоного Прапора. Йому присвоюється почесне найменування «імені Ленінського комсомолу».
1989 року за великий внесок у підготовку польських військовослужбовців училище нагороджене «Командорським хрестом ордену Заслуги» Польської Народної Республіки.
13 листопада 1995 року на території інституту відкритий пам'ятник родоначальникові десантної служби, Десантнику № 1 генералові армії Василю Маргелову.
12 листопада 1996 року, враховуючи численні прохання особового складу і ветеранів-десантників, президент Росії присвоїв училищу нове почесне найменування, в результаті якого воно стало називатися Рязанське вище повітрянодесантне командне двічі Червонопрапорне училище імені генерала армії Маргелова В. Ф..
29 серпня 1998 року, у зв'язку з реорганізацією військових навчальних закладів і відповідно до наказу Міністра оборони Російської Федерації 16 вересня 1998 року, Рязанське вище повітрянодесантне училище імені генерала армії Маргелова В. Ф. було перейменоване на Рязанський інститут Повітрянодесантних військ.
11 листопада 2002 року Постановою Уряду Російської Федерації інституту було повернено найменування «імені генерала армії Маргелова В. П.».
9 липня 2004 року, на численні вимоги особового складу і ветеранів училища, інститут знову перейменований на училище.
14 листопада 2013 року Рязанське вище повітрянодесантне командне училище імені генерала В. П. Маргелова було нагороджено орденом Суворова (перше нагородження орденом).

## Організація училища
У своєму складі має власне училище, навчальний центр, розташований за 60 км від Рязані, авіаційну військово-транспортну ескадрилью і Центральний спортивний парашутний клуб ПДВ.
Навчальний процес в Рязанському інституті повітряно-десантних військ відрізняється від навчального процесу у вищій школі. Навчання у ВНЗ будується на тісному поєднанні теорії і практики, його тривалість — 5 років, на офіцерських курсах (підготовка командирів парашутно-десантних рот (батальйонів) і фахівців повітряно-десантної служби) — 5 — 10 місяців. Весь період навчання розподілений на 10 навчальних семестрів — по два семестри в навчальному році.
Наприкінці кожного семестру і навчального року відповідно до навчального плану проводиться екзаменаційна сесія. Основними формами теоретичної роботи учнів є: прослухування лекцій, робота на семінарах і позакласні консультації; для перевірки і закріплення отриманих в процесі навчання знань періодично проводяться лабораторні і контрольні роботи. В рамках курсу практичних занять з навчальним взводом курсантів передбачені групові вправи, тактичні заняття і навчання, стажування.
За час підготовки курсанти понад рік проводять на польових виходах.
Курсанти, що закінчили училище з дипломом з відзнакою, користуються переважним правом вибору місця служби після закінчення інституту в межах встановленої для училища рознарядки.

## Випускники
Серед випускників училища: 53 Героїв Радянського Союзу, 85 Героїв Російської Федерації, а також:
- Ареф'єв Євген Віталійович — капітан Збройних сил України, учасник російсько-української війни 2014—2017 рр.
- Грачов Павло Сергійович  — Герой Радянського Союзу, колишній міністр оборони Російської Федерації,
- Востротин Валерій — Герой Радянського Союзу, колишній заступник міністра по надзвичайним ситуаціям,
- Лебедь Олександр Іванович — колишній командувач армією, колишній заступник командувача ПДВ та губернатор Красноярського краю,
- Подколзін Євген Миколайович — колишній командувач ПДВ,
- Шпак Георгій — колишній командувач ПДВ,
- Колмаков Олександр — перший заступник міністра оборони РФ,
- Ярузельський Войцех — колишній керівник Польщі,
- Амаду Тумані Туре — президент Малі,

## Адреса
390031 м. Рязань, вул. Каляева, б.20